# Tanjung Mulia (Sitellu Tali Urang Jehe)
Tanjung Mulia is een bestuurslaag in het regentschap Pakpak Bharat van de provincie Noord-Sumatra, Indonesië. Tanjung Mulia telt 896 inwoners (volkstelling 2010).